# Heizwerk und Werkstättengebäude (Flensburg-Mürwik)

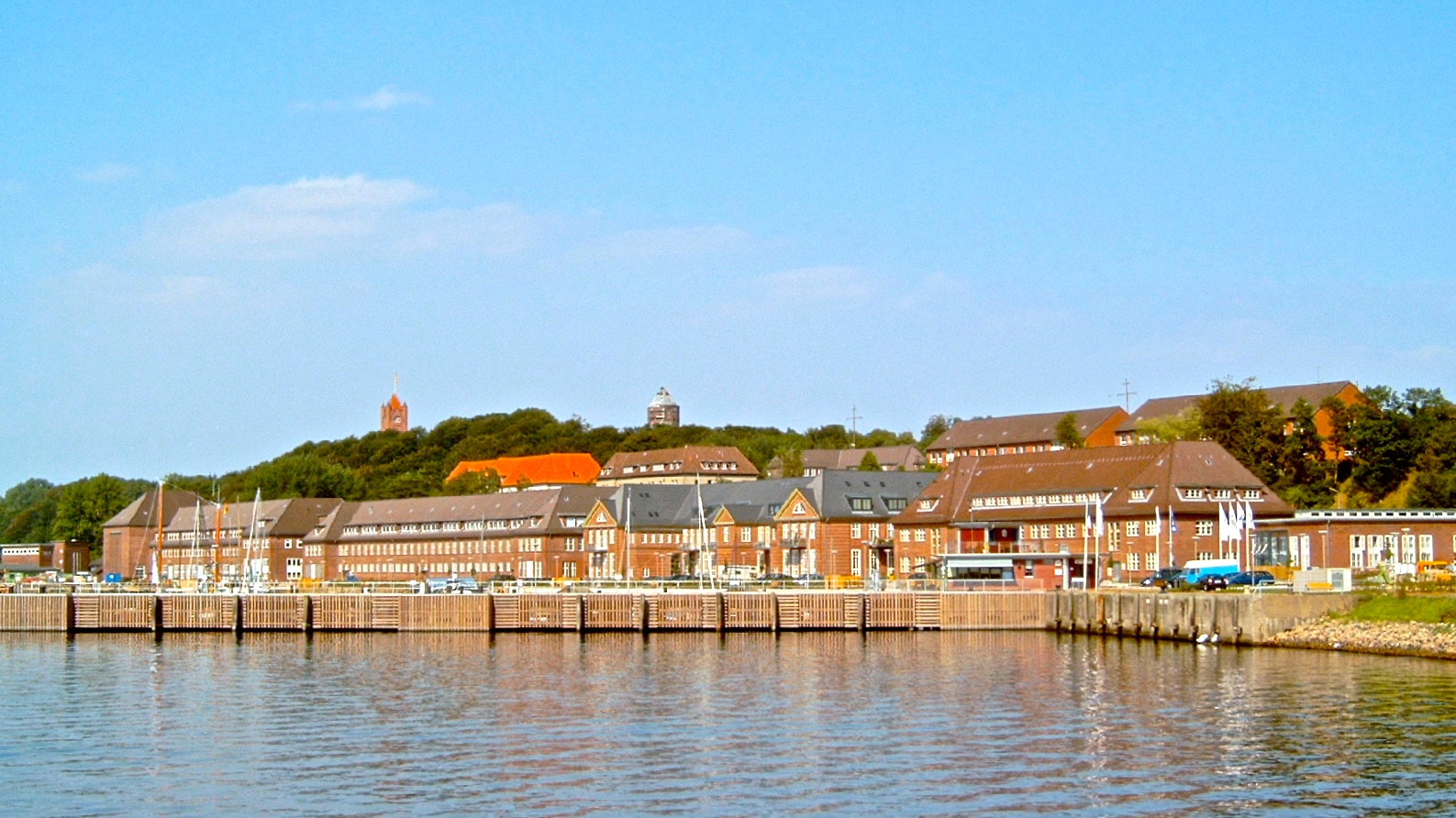
Das langgestreckte Heizwerk und Werkstättengebäude, links im Bild (2002)

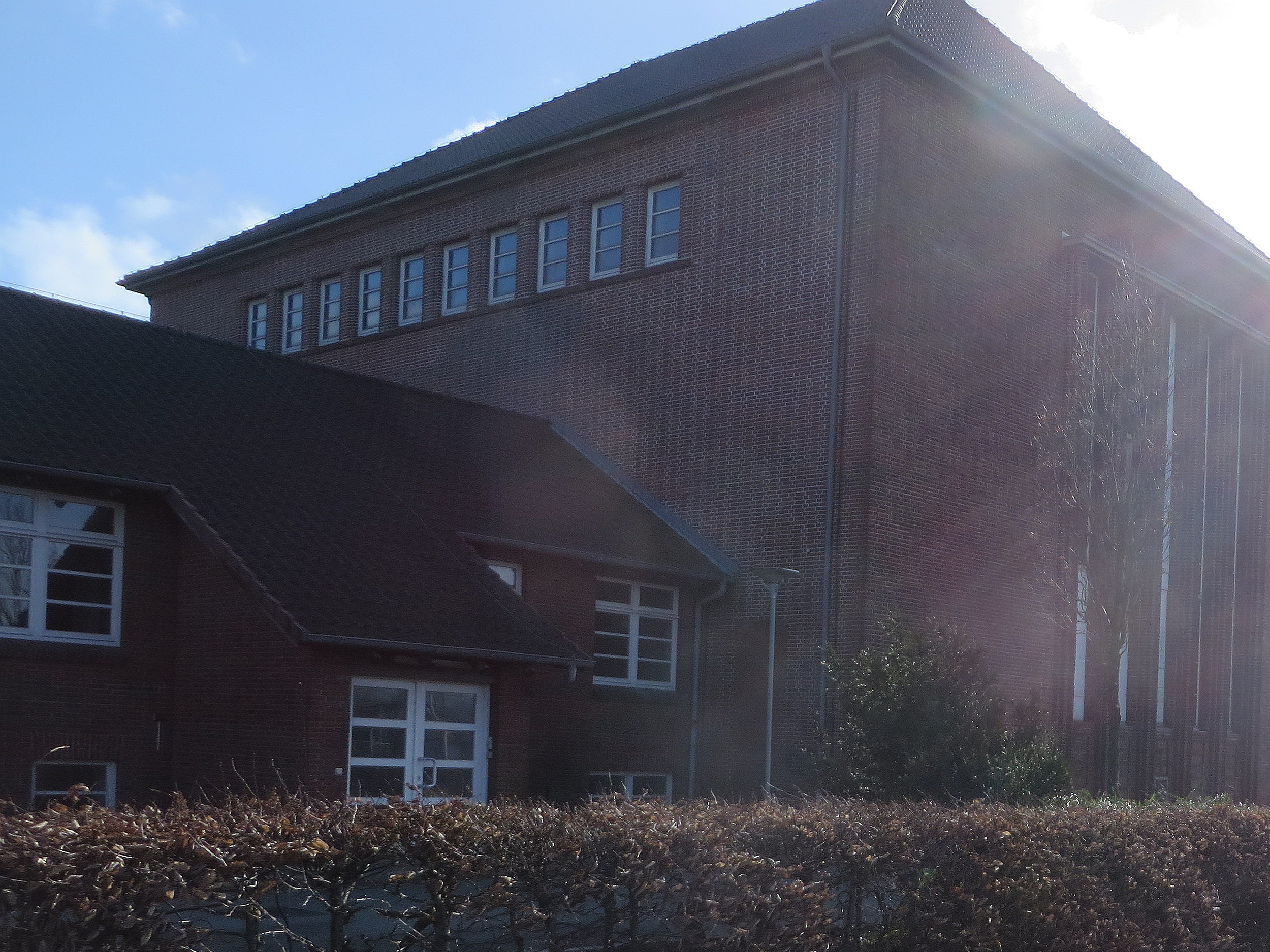
Gebäudeteil in dem sich das Heizwerk befand (Foto 2017).

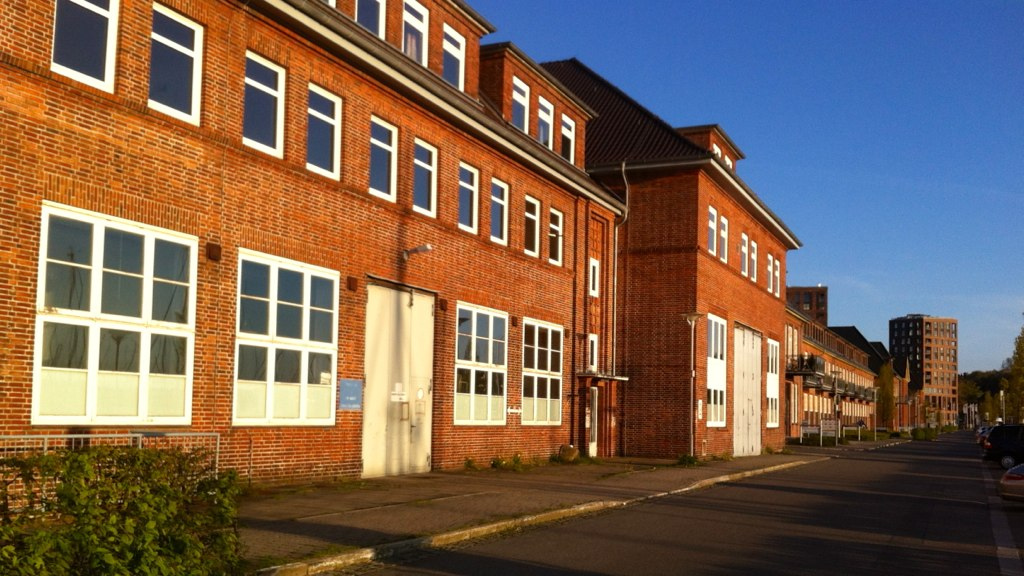
Gebäude in dem sich Werkstätten befanden (Foto 2017)

Das Heizwerk und Werkstättengebäude in Flensburg-Mürwik, im Stadtviertel Sonwik, entstand in den 1930er Jahren. Es wurde 2017 bis 2020 zum Hotel James umgebaut. Das Gebäude gehört zu den Kulturdenkmalen der Stadt.

## Hintergrund

### Die ursprüngliche Nutzung des Gebäudes
Das Heizwerk und Werkstättengebäude wurde 1936/37 als ein langgestrecktes Backsteingebäude mit Walmdach erstellt. Als militärischer Bau diente es als Bestandteil des Stützpunktes Flensburg-Mürwik, der seit Anfang des 20. Jahrhunderts entstand. Das Gebäude am Ende der Swinemünder Straße wurde, wie auch die Nachbargebäude, mit seiner Längsseite zur Wasserseite ausgerichtet, wobei es aber das größte der Gebäude am Marinehafen darstellte. Das Heizkraftwerk befand sich im Nordbereich des Gebäudes. Der südliche Teil diente Werkstattzwecken. Ursprünglich besaß das Gebäude offenbar einen zum Heizwerk zugehörigen langen, backsteinernen Schornstein, der irgendwann nach dem Zweiten Weltkrieg entfernt wurde. Das besagte Gebäude ist nicht mit dem benachbarten Heizwerk der Marineschule Mürwik zu verwechseln, das seit den 1910er Jahren in dessen Hauptgebäude bestand und dessen Schornstein bis heute erhalten blieb (Lage).

### Nutzung durch die Bundesmarine
Nach der Aufstellung der Bundesmarine in den 1950er Jahren begann die erneute militärische Nutzung des Stützpunktes Flensburg-Mürwik. Die Bundesmarine nutzte das Gebäude, wie auch die umliegenden Nachbargebäude, bis zum Ende des Kalten Krieges. Das Marinestützpunktkommando Flensburg-Mürwik, das den Marinehafen nutzte, wurde 1998 aufgelöst. Die Konversion folgte. Das Gebäude wie auch die Nachbargebäude wurden aus geschichtlichen, künstlerischen und städtebaulichen Gründen unter Denkmalschutz gestellt. Seit dem Jahr 2002 wurden die benachbarten Gebäude des Marinehafens schrittweise für zivile Zwecke umgebaut. Das Heizwerk und Werkstättengebäude, das damals auch Gebäude 2 genannt wurde, wurde zunächst nicht an private Investoren verkauft. Auch das benachbarte Gebäude 3, das Unterrichtszwecken gedient hatte, sollte erst später verkauft werden. Zum Schluss der militärischen Nutzung wurde das Heizwerk und Werkstättengebäude am Rande des Bootshafens der Marineschule Mürwik noch von der Marineschule genutzt.
Anfang des Jahres 2015 wurden die Schlosserei, das Lager und die Werkstätten im Gebäude von der Marineschule aufgegeben.

### Hotel James
Im Juni des Jahres 2015 wurden Planungen für ein Hotel im Heizwerk und Werkstättengebäude bekannt. Anfang des 20. Jahrhunderts hatte sich an ziemlich gleicher Stelle schon einmal ein Hotel, nämlich das Strandhotel (später Lindenhof), befunden, das aber auf Grund der militärischen Nutzung des Geländes abgerissen worden war. Im Zuge der Flüchtlingskrise prüfte das Land Schleswig-Holstein dennoch im Dezember 2015, ob die Unterbringung von Flüchtlingen im Gebäude möglich sei. Diese Nutzungsidee setzte sich nicht durch. Der Umbau des Gebäudes zum Hotel begann 2017 mit dem Abriss eines nicht denkmalgeschützten Anbaus aus den 70er Jahren. Danach begannen die eigentlichen Umbauarbeiten, die über zwei Jahre andauerten. Große Bestandteile der alten Konstruktion wurden bei den Umbauarbeiten in Abstimmung mit dem Denkmalschutz erhalten und in den Umbau integriert. 80 bis 90 Prozent der Bausubstanz stehen unter Denkmalschutz. Erhalten blieben so auch die fünf sehr hohen, sehr schmalen Fenster des Kesselhauses, die schwere Kranbahn im Inneren des Gebäudes sowie die Treppenhäuser mit Terrazzo-Böden und Holzgeländer. Das Richtfest wurde im September 2019 gefeiert. Dem neuen Hotel wurde während des Umbauzeitraums offenbar die Adresse Fördepromenade Nr. 30 zugewiesen. Im James wurden insgesamt 81 Hotelzimmer zur Vermietung eingerichtet. Das Hotel wurde am 10. Juli 2020 eröffnet.